# Gerard Pierre-Charles
Gerard Pierre-Charles (ur. 18 grudnia 1935 w Jacmel, zm. 11 października 2004 na Kubie) – polityk i intelektualista haitański.

## Życiorys
Z wykształcenia ekonomista, był autorem 16 książek; zwolennik komunizmu, w 1959 współzałożyciel Partii Porozumienia Ludowego, która weszła później w skład Komunistycznej Partii Haiti. W 1960 opuścił Haiti w obawie przed represjami reżimu Duvalierów, pozostawał na emigracji do 1986; uzupełniał wówczas wykształcenie ekonomiczne w Meksyku. 
Był jednym z liderów działającej w latach 1968-1989 Zjednoczonej Partii Komunistów Haitańskich.
Od lat 90. był jednym z liderów ruchu opozycyjnego wobec prezydenta Aristide’a, którego oskarżał o nadużycie zaufania wyborców, odwrócenie się od spraw najuboższych oraz dążenie do dyktatury. W 2004 współkierowane przez Pierre-Charlesa Porozumienie Narodowe zmusiło Aristide’a do ustąpienia z prezydentury.
W 2003 był nominowany do Pokojowej Nagrody Nobla.